# Glen Kamara
Glen Adjei Kamara (Tampere, 1995. október 28. –) finn válogatott labdarúgó, a skót Rangers középpályása.

## Pályafutása

### Klubcsapatokban
Sierra Leone-i származású, de a finn Tampere városában született és innen került az angol Southend United, valamint az Arsenal akadémiájára. 2014. december 9-én a kispadon kapott lehetőséget az Arsenal első keretében az UEFA-bajnokok ligájában a török Galatasaray SK ellen, de pályára nem lépett. 2015. október 27-én mutatkozott be a Sheffield Wednesday elleni ligakupa-mérkőzésen a 60. percben Krystian Bielik váltotta. 2016. január 22-én kölcsönbe került a Southend United csapatához. Augusztus 31-én a Colchester United vette kölcsönbe 2017 január végéig.
2017. július 13-án a skót Dundee csapatával írt alá két évre. Július 18-án a ligakupában a Raith Rovers ellen mutatkozott be. 2019. január 5-én előszerződést kötött a Rangers csapatával, amelyben négy és fél évre kötelezi el magát a klubbal. A hónap végén megállapodott a két klub a szerződésről. Február 27-én első gólját szerezte meg a Dundee ellen. 2021. március 18-án a cseh Slavia Praha elleni Európa-liga mérkőzésen rasszista jelzőket használva szidalmazta őt Ondřej Kúdela, amiért az UEFA megbüntette a cseh játékost.

### A válogatottban
Többszörös korosztályos válogatott. 2015. június 9-én először nevezték a felnőtt válogatott kispadjára, de pályára nem lépett Észtország ellen. 2017. november 9-én mutatkozott be a felnőtt válogatottban Észtország ellen. 2021. június 1-jén bekerült a 2020-as labdarúgó-Európa-bajnokságra utazó végleges keretbe.

## Statisztika

### A válogatottban
| Válogatott | Év       | Pályára lépés | Gól |
| ---------- | -------- | ------------- | --- |
| Finnország | 2017     | 1             | 0   |
| Finnország | 2018     | 8             | 1   |
| Finnország | 2019     | 10            | 0   |
| Finnország | 2020     | 8             | 0   |
| Finnország | 2021     | 13            | 0   |
| Finnország | 2022     | 8             | 0   |
| Finnország | 2023     | 4             | 1   |
| Összesen   | Összesen | 52            | 2   |

#### Góljai a válogatottban
| # | Időpont           | Helyszín                               | Ellenfél    | Gólok | Eredmény | Kiírás                                     |
| - | ----------------- | -------------------------------------- | ----------- | ----- | -------- | ------------------------------------------ |
| 1 | 2018. október 15. | Tampere Stadion, Tampere, Finnország   | Görögország | 2–0   | 2–0      | 2018–2019-es UEFA Nemzetek Ligája (C liga) |
| 2 | 2023. június 19.  | Olimpiai Stadion, Helsinki, Finnország | San Marino  | 1–0   | 6–0      | 2024-es EB-selejtező                       |

## Sikerei, díjai

### Klub
- Rangers
  - Skót bajnok: 2020–21[18]

### Egyéni
- A Skót bajnokság szezon csapatának a tagja: 2020–21[19]